# Distrito de Muri
Muri é um distrito da Suíça, localizado no cantão de Argóvia. Tem 138,96 km² de área e sua população em 2019 foi estimada em 36.912 habitantes. Sua sede é a comuna de Muri.

## Comunas
| Brasão       | Comuna       | População (31 de dezembro de 2019) | Área em km2 |
| ------------ | ------------ | ---------------------------------- | ----------- |
| Abtwil       | Abtwil       | 964                                | 4.14        |
| Aristau      | Aristau      | 1.487                              | 8.64        |
| Auw          | Auw          | 2.144                              | 8.61        |
| Beinwil      | Beinwil      | 1.176                              | 11.29       |
| Besenbüren   | Besenbüren   | 631                                | 2.38        |
| Bettwil      | Bettwil      | 636                                | 4.25        |
| Boswil       | Boswil       | 2.873                              | 11.78       |
| Bünzen       | Bünzen       | 1.113                              | 5.77        |
| Buttwil      | Buttwil      | 1.240                              | 4.61        |
| Dietwil      | Dietwil      | 1.333                              | 5.49        |
| Geltwil      | Geltwil      | 221                                | 3.28        |
| Kallern      | Kallern      | 387                                | 2.67        |
| Merenschwand | Merenschwand | 3.667                              | 13.51       |
| Mühlau       | Mühlau       | 1.209                              | 5.52        |
| Muri         | Muri         | 8.137                              | 12.34       |
| Oberrüti     | Oberrüti     | 1.542                              | 5.37        |
| Rottenschwil | Rottenschwil | 910                                | 4.49        |
| Sins         | Sins         | 4.278                              | 20.28       |
| Waltenschwil | Waltenschwil | 2.964                              | 4.54        |
| Total        |              | 36.912                             | 138.96      |